# Brechen (Kryptologie)
Als brechen oder entziffern (umgangssprachlich oft auch als knacken) wird in der Kryptanalyse (oder: Kryptoanalyse), also in dem Wissenschaftszweig der Kryptologie, der sich mit der Entzifferung von Geheimschriften befasst, die Tätigkeit eines Kryptoanalytikers oder Codebrechers (englisch codebreaker) bezeichnet, einem Geheimtext ohne Kenntnis des Schlüssels die Nachricht zu entringen, also ihn in den Klartext zurückzuwandeln. Nach gelungenem Bruch einer Geheimbotschaft lässt sich diese im Jargon „lesen“, ein Geheimtext ist „gelöst“, ein gebrochenes Verfahren ist „aufgedeckt“ und lässt sich „mitlesen“.
Häufig und unpräzise wird der Begriff „entschlüsseln“ synonym zu „brechen“ benutzt. Sinnvoll ist es jedoch, nur die befugte Tätigkeit des legitimen Empfängers der Nachricht, der im Besitz des Schlüssels ist, als Entschlüsselung zu bezeichnen und nicht das Brechen des Geheimtextes (ohne Schlüssel).
Neben kryptanalytischen Methoden, also dem direkten „Angriff“ auf den Geheimtext, durch beispielsweise Häufigkeitsanalyse, Mustersuche oder Berechnung des Koinzidenzindexes, gelingt es im einfachsten Fall den Text dadurch zu brechen, indem das zur Verschlüsselung gebrauchte geheime Kennwort erraten wird. Oft wird ein Passwort stereotyp gewählt („1234567“) oder ist viel zu kurz („EVA12“). Beispiele aus der Geschichte für zwar vergleichsweise lange Kennsätze, die dennoch erraten wurden, sind In principio erat verbum („Am Anfang war das Wort“) oder Omnia vincit amor („Liebe besiegt alles“). Berühmte Beispiele für das Brechen von Verschlüsselungsverfahren sind die Entzifferung der deutschen Schlüsselmaschine Enigma und die Kryptanalyse der Lorenz-Maschine durch britische Codebreaker im englischen Bletchley Park während des Zweiten Weltkriegs.
Als „unbrechbar“, „unentzifferbar“ oder „unknackbar“ kann man ein Kryptosystem dann bezeichnen, wenn es theoretisch oder doch zumindest praktisch nicht gebrochen werden kann. Sicher weiß man dies nur für das One-Time-Pad (Einmalschlüssel-Verfahren) und darauf aufbauende Varianten. Für andere Verfahren, wie AES oder RSA, die aktuell als unbrechbar gelten, könnte sich diese Einschätzung jedoch aufgrund von grundlegend besseren mathematischen Methoden oder deutlich schnelleren Rechnern früher oder später ändern. So hat man etwa die Vigenère-Chiffre für mehr als zweihundert Jahre als Le Chiffre indéchiffrable („Die unentzifferbare Verschlüsselung“) eingeschätzt, und die Enigma wurde von deutschen Militärs für völlig sicher gehalten. Mittlerweile hat sich bei beiden aber das Gegenteil herausgestellt.
Wenn die Sicherheit eines Verfahrens nicht bewiesen ist, aber bei der Kryptanalyse bisher auch kein praktikabler Angriff gefunden werden konnte, bezeichnet man es als „pragmatisch sicher“. Man nennt ein Verfahren „theoretisch gebrochen“, wenn ein Angriff bekannt ist, der einen geringeren Aufwand erfordert als das systematische Ausprobieren aller Schlüssel. Letzteres nennt man auch Exhaustion („erschöpfende Suche“) oder Brute-Force-Methode („Methode der rohen Gewalt“). Der Angriff kann aber so aufwendig sein, dass er praktisch nicht durchführbar ist. Dies ist nach heutigem Stand beispielsweise der Status von AES, das mit geringfügig kleinerem Aufwand gebrochen werden kann als durch das Probieren sämtlicher Schlüssel.